# استالدی
استالدی (انگلیسی: Astaldi) شرکت ساخت‌وساز ایتالیایی است، که در سال ۱۹۲۹ تأسیس شد.